# Maison natale de Svetozar Marković Toza
La maison natale de Svetozar Marković Toza (en serbe cyrillique : Родна кућа Светозара Марковића Тозе ; en serbe latin : Rodna kuća Svetozara Markovića Toze) est située à Taraš, dans la province de Voïvodine, sur le territoire de la ville de Zrenjanin et dans le district du Banat central, en Serbie. Elle est inscrite sur la liste des monuments culturels de grande importance de la république de Serbie (identifiant no SK 1201).

## Présentation
La maison, située à l'extrémité du village, a vu naître le héros national Svetozar Marković Toza (1913-1943) ; membre du Parti communiste de Yougoslavie en 1936, à partir de 1941 il a été secrétaire pour l'organisation de la lutte de libération nationale contre l'occupant nazi au sein du comité provincial de Voïvodine, ainsi que le fondateur et le rédacteur en chef des journaux Istina (La Vérité) et Slobodna Vojvodina (La Voïvodine libre) ; arrêté par les Hongrois alliés aux nazis, il a été pendu à Novi Sad en 1943,.
La maison dispose de cinq pièces, dont deux donnent sur la rue, et d'un toit à deux pans formant un pignon. Une plaque commémorative sur la façade rappelle le souvenir de Toza,.